# Agence nationale d'études et de suivi de la réalisation des investissements ferroviaires
L'Agence nationale d’études et de suivi de la réalisation des investissements ferroviaires (ANESRIF) est un établissement public à caractère industriel et commercial (EPIC) sous la tutelle du ministère des Transports et des Travaux publics. Elle a été créée par l'État algérien en 2005, avec pour objectif la modernisation et le développement du secteur des transports ferroviaires.

## Missions
L’ANESRIF est un EPIC, créé par le décret exécutif no 05-256 du 20 juillet 2005, ses missions sont :
- La gestion des programmes relatifs aux études et au suivi des investissements ferroviaires qui lui sont confiés en tant que maître d'ouvrage délégué par les pouvoirs publics[1].
- La mise en œuvre, la conduite et le suivi de la réalisation des programmes d’investissements ferroviaires ;
- La réalisation et le suivi des études de conception, de faisabilité, d’avant-projets et d’exécution de tous travaux rattachés à la mission ;
- Le développement de l’ingénierie du rail pour maîtriser les techniques rattachées a son objet ;
- La constitution de dossiers de consultation d’entreprises d’études, de réalisation et d’équipements des infrastructures relevant de sa mission ;
- La contribution à la formation et au perfectionnement du personnel œuvrant dans le domaine des infrastructures relevant de ses attributions ;
- Le recours à l’assistance technique nationale ou étrangère pour l’accomplissement de ses missions ;
- La réception des projets et leur transfert à la Société nationale des transports ferroviaires (SNTF) qui en tant que propriétaire du réseau ferré national, est chargée de son exploitation et de sa maintenance[1].

## Programme ferroviaire

### Rocade Ferroviaire Nord et ses dessertes
Elle irrigue les principales villes du nord de l’Algérie et va des frontières Est vers les frontières Ouest. Sur 1 250 km, des travaux de modernisation et de dédoublement sont en cours sur 920 km. Il est aussi prévu son électrification totale. Déjà 400 km ont été réceptionnés : il s’agit de la région algéroise entièrement électrifiées (PAFRA), ainsi que Thénia - Tizi-Ouzou - Oued-Aissi sur 64 km, d’Arzew-Arzew ville sur 4,7 km, Birtouta-Zéralda sur 23 km et enfin le raccordement de la ville Béni Saf sur 4 km.

### Rocade Ferroviaire des Hauts Plateaux
Pour désenclaver les villes des hauts plateaux et l’exploitation économique de cette région, cette rocade sera parallèle à celle du Nord et sera reliée par des dessertes. Longue de 1 160 km, elle s’étend elle aussi de l’Est du pays (Tébessa) vers l’Ouest (Moulay Slissen) dans la Wilaya de Sidi Bel Abbès. 
Plusieurs lignes ont été réalisées, dont a Ligne de Moulay Slissen à Saïda, qui s'étend sur une distance de 120 km, a été mise en exploitation en 2017, la Ligne de Tissemsilt à M'Sila en passant par Boughezoul  d'une longueur de 290 km a été mise en service en 2022, et la Ligne de Saïda à Tiaret sur une longueur de 168 km qui a été mise en exploitation en 2023. Toutes ces lignes s’ajoute aux lignes déjà existantes d'une longueur de 532 km.

### Ligne Minière Est
Elle est appelée ainsi pour être le lien vital avec les mines du Sud-Est algérien. Cette ligne va d’Annaba (port commercial, métallurgie) vers les Mines de Djebel Onk, sur un linéaire de 388 km. Sa modernisation et son dédoublement sont en cours de réalisation et les travaux de la ligne Tebessa  à Djebel Onk ont démarrés, ainsi que les travaux de la ligne Annaba / Oued Keberit.
Cette ligne sera étendue vers Hassi Messaoud dans le sud du pays, et dont la Ligne de Touggourt à Hassi Messaoud qui s'étend sur 150 km est en cours de réalisation.

### Pénétrante Est
Cette liaison de 457 km permettra de désenclaver les villes des Oasis et desservira le pôle pétrolier et la ville nouvelle de Hassi Messaoud à une vitesse de 220 km/h. le tronçon Touggourt - Hassi Messaoud est actuellement en cours de travaux.

### Pénétrante Ouest
La Ligne de Oued Tlelat à Béchar, d’un linéaire de 648 km, longe la frontière Ouest de l’Algérie. Elle est opérationnelle depuis 2010 et permet des vitesses de parcours allant jusqu’à 160 km/h. Cette ligne est équipée de signalisations et de communications (GSMR).
Une jonction avec Tindouf et la Mine de Gara Djebilet (950 km plus au Sud) est en cours de réalisation.

### Pénétrante Centre
Les études sont achevées pour le premier tronçon qui reliera la wilaya de Blida (au Nord) à la ville de Ksar El Boukhari (Wilaya de Médéa) sur un linéaire d’environ 100 Km. Le deuxième tronçon qui reliera Ksar El Boukhari à Boughezoul (aux portes du Sahara) est en cours de réalisation. Quant à la Ligne de Boughezoul à Laghouat qui s'étend sur une distance de 250 km, elle a été mise en service en 2023, et elle relie Boughezoul (dans la wilaya de Médéa) à Laghouat (dans la wilaya de Laghouat) en passant par Djelfa (wilaya de Djelfa. 
D'autres projets constituants la pénétrante centre sont en cours d'études, tels que la Ligne de Laghouat à Ghardaïa sur 256 km, la Ligne de Ghardaïa à El Menia sur 230 km, la Ligne de El Menia à In Salah sur 400 km et la Ligne de In Salah à Tamanrasset qui s'étend sur	650 km.

### Boucle Sud-Est
Cela concerne une boucle de 425 km, allant de Laghouat à Touggourt en passant par Ouargla, Hassi-Messaoud (Villes du Sud). Les études de cette ligne sont en cours.

### Boucle Sud-Ouest
Il s’agit d’une boucle de 1 500 km de voies ferrées à réaliser. Elle reliera toutes les villes-oasis du sud-ouest, en allant de Ghardaïa jusqu’à la jonction avec la ville de Béchar. Elle traversera les villes d'El Menia, Timimoun, Adrar et Béni-Abbès. Une jonction de Tamanrasset à In Salah (1 090 km plus au Sud) est prévue dans les projets de l'ANESRIF.

## Projets

### Projets en construction
| Projets                             | linéaire | Observations |
| Ligne de Relizane à Tiaret          | 122 km   | En construction. |
| Ligne de Tiaret à Tissemsilt        | 63 km    | En construction. |
| Ligne de Mécheria à El Bayadh       | 130 km   | En construction. |
| Ligne de Touggourt à Hassi Messaoud | 150 km   | En construction. |
| Ligne de Béchar à Gara Djebilet     | 950 km   | En construction,. Mise en service d'un tronçon de 100 km entre Béchar et Abadla fin avril 2025.                                                        |
| Ligne de Laghouat à Ghardaïa        | 256 km   | Étude achevée |
| Ligne de Ghardaïa à El Menia        | 230 km   | Étude achevée |
| Ligne de El Menia à In Salah        | 400 km   | Étude en cours |
| Ligne de In Salah à Tamanrasset     | 650 km   | Étude en cours |
| Ligne de Chiffa à Boughezoul        | 153 km   | Étude achevée pour le tronçon Chiffa à Ksar El Boukhari (110 km) , et en construction pour le tronçon Ksar El Boukhari à la Gare de Boughezoul (43 km) |
| LGV Ouest algérienne                | 132 km   | En construction. |
| Total                               | 2 658 km | |

### Projets réceptionnés
| Projet                                              | linéaire   | Date de réception |
| Mècheria-Bechar                                     | 360 km     | 2011              |
| Redjem Demouche-Mecheria                            | 148 km     | 2011              |
| Tizi-Ouzou-Oued-Aissi                               | 14 km      | 2014              |
| Raccordement de Béni-Saf                            | 3 km       | 2015              |
| Pont rail Mohammadia                                | 2,4 km     | 2015              |
| Bouchegouf-Souk Ahras                               | 91 km      | 2016              |
| Ligne de Birtouta à Zéralda                         | 23 km      | 2016              |
| Arzew-Arzew (ville)                                 | 7 km       | 2017              |
| Thénia-Tizi Ouzou                                   | 48 km      | 2017              |
| Tabia-Redjem Demouche                               | 225 km     | 2017              |
| Ligne de Moulay Slissen à Saïda                     | 120 km     | 2017              |
| Ligne de Bab Ezzouar à l'Aéroport Houari-Boumediene | 3,8 km     | 2019              |
| Ligne de Tissemsilt à M'Sila                        | 290 km     | 2022.             |
| Ligne de Saïda à Tiaret                             | 153 km     | 2023.             |
| Ligne de Boughezoul à Laghouat                      | 250 km     | 2023.             |
| Ligne de Khenchela à Aïn Beida                      | 51 km      | 2024.             |
| Total                                               | 1 789,2 km |                   |